# Cemıl Sarıbacak
Cemıl Sarıbacak (ur. 30 listopada 1926) – turecki zapaśnik walczący w stylu wolnym. Olimpijczyk z Helsinek 1952, gdzie zajął piąte miejsce kategorii do 57 kg.
Mistrz igrzysk śródziemnomorskich w 1951  roku.